# Wilma Podewin

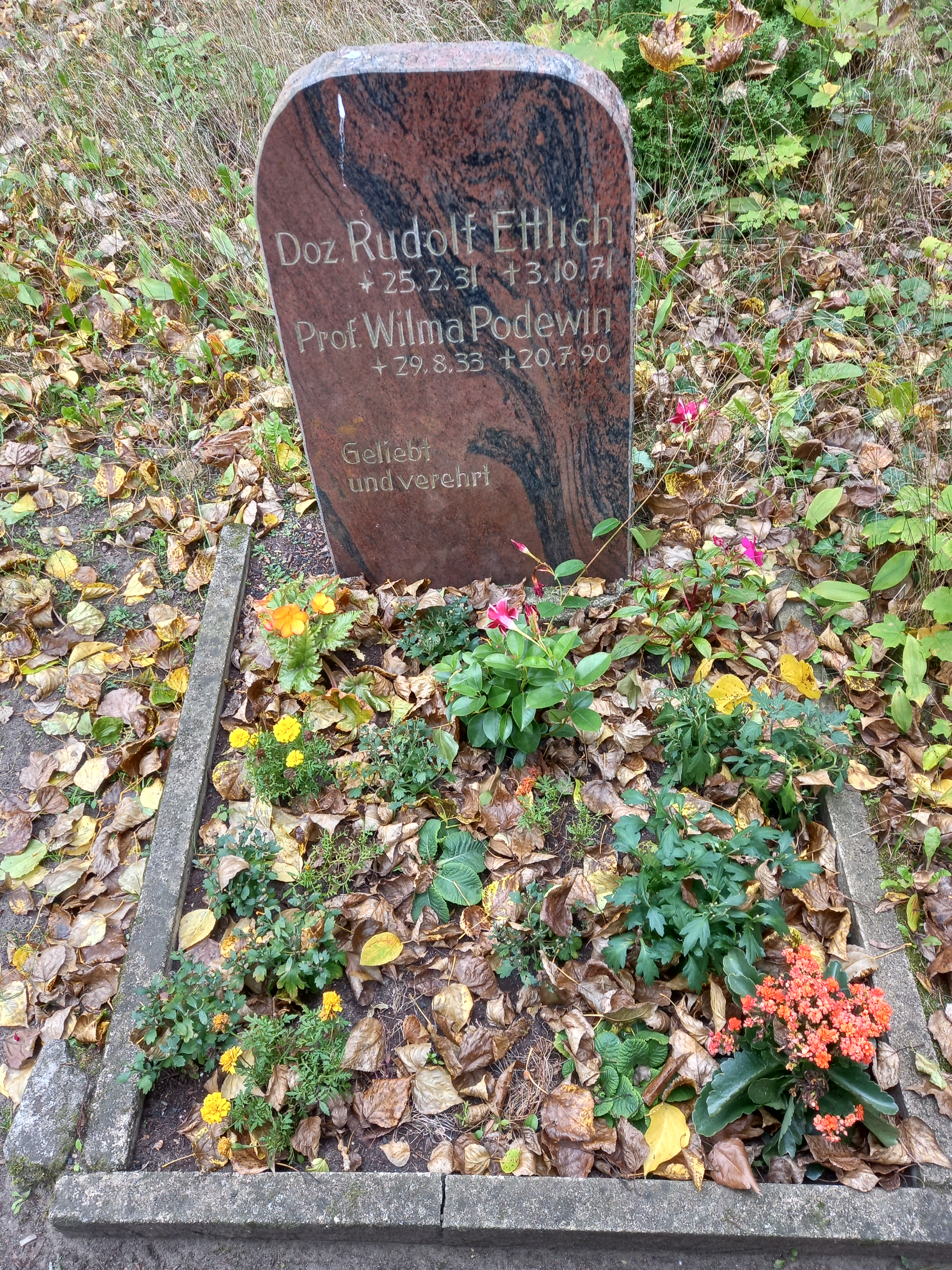
Das Grab von Wilma Podewin auf dem Zentralfriedhof Friedrichsfelde in Berlin

Wilma Podewin, geborene Wilma Ettlich, (* 29. August 1933 in Breslau; † 20. Juli 1990 in Berlin) war eine deutsche Hochschullehrerin und langjährige Abgeordnete der Volkskammer der DDR.

## Leben
Die Tochter eines Angestellten absolvierte nach ihrer Umsiedlung in die Sowjetische Besatzungszone und dem Besuch der Oberschule mit Abitur von 1951 bis 1952 im LOWA-Waggonbau Bautzen eine Lehre als Maschinenschlosser. Sie wurde 1949 Mitglied der FDJ und 1951 des FDGB und des Kulturbundes. Von 1951 bis 1952 war sie Mitglied der Landesleitung Sachsen der FDJ. 1952 wurde sie Mitglied der SED. Von 1952 bis 1957 studierte sie an der TU Dresden mit dem Abschluss als Diplom-Ingenieurin.
Von 1957 bis 1970 arbeitete sie als Versuchs- und Berechnungsingenieur, als Leiterin des Büros Neue Technik, als Leiterin der Versuchsabteilung und als Leiterin der Hauptabteilung Forschung im VEB Pressen- und Scherenbau Erfurt beziehungsweise VEB Kombinat Umformtechnik Erfurt. Von 1966 bis 1970 war sie Mitglied der SED-Stadtleitung Erfurt. 1969 wurde sie zum Dr.-Ing. promoviert und zum Mitglied des Forschungsrates der DDR berufen. Von 1970 bis 1973 war sie ordentlicher Professor und Leiterin des Weiterbildungszentrums „Werkzeugmaschinen“ an der TH Karl-Marx-Stadt. Seit 1973 wirkte sie als ordentlicher Professor für Technologie und seit Januar 1978 als Direktorin des Instituts für Hochschulforschung an der Hochschule für Ökonomie Berlin-Karlshorst.
Von 1971 bis 1981 war sie als Mitglied der Kulturbund-Fraktion Abgeordnete der Volkskammer der DDR und Mitglied des Ausschusses für Industrie, Bauwesen und Verkehr.
Wilma Podewin trug bis 1973 den Namen Ettlich. Sie war verwitwet und hatte ein Kind. Nach schwerer Krankheit verstarb sie im Alter von 56 Jahren.

## Auszeichnungen
- 1962 Clara-Zetkin-Medaille
- 1979 Orden Banner der Arbeit Stufe II[7]